# إبراهيم بن صالح النعيمي
د.إبراهيم بن صالح النعيمي كيميائي وباحث علمي قطري، الوكيل الحالي لوزارة التعليم القطرية، والرئيس السابق لجامعة قطر في الدوحة التي تقلد فيها العديد من المناصب ايضاً ولعل توليه منصب عميد كلية العلوم من أهمها، كما وشغل منصب رئيس لجامعة (CHN)، وامتاز عن غيره من اقرانه في المجال الإداري فغلب عمله الإداري طوال فترة حياته العملية، شارك في العديد من المؤتمرات العالمية والإقليمية مستعرضاً فيها العديد من الاوراق البحثية في عدة مجالات تتعلق في البيئة والتغير المناخي والموارد الطبيعية وغيرها.، وعمل خلال منصبه الحالي كوكيل وزارة التعليم القطرية بشكل أساسي على تحسين الأداء التعليمي، ورفع امكانية التعاون مع العالم الخارجي في مجالات عدة مثل البحث العلمي والتعليم عن بعد.

## المؤهلات العلمية
دكتوراه في الكيمياء من جامعة جنوب كاليفورنيا (الولايات المتحدة الأمريكية) عام ١٩٨٣م.

### اللغات
العربية (اللغة الأم)، الإنجليزية (لغة ثانية).

## الخبرات العملية
- أستاذ محاضر في مجال الكيمياء لعدة سنوات.
- نشرأكثر من ٤٠ ورقة بحث في مجلات علمية عالمية وإقليمية ومحلية محكمة تناول فيها قضايا متعلقة بالبيئة والكيمياء.
- عميد كلية العلوم في جامعة قطر.
- رئيس جامعة قطر.[3]
- رئيس جامعة التعليم المهني CHN،
- وكيل وزارة التربية والتعليم والتعليم العالي القطرية.[4]